# Тигран Кеосаян
Тигран Едмондович Кеосаян (на арменски: Տիգրան Քեոսայան, роден на 4 януари 1966 г., Москва) е съветски, руски и арменски филмов и телевизионен актьор, режисьор, сценарист, продуцент, телевизионен водещ и пропагандист. Син е на съветския режисьор и сценарист Едмонд Гарегинович Кеосаян (1936 – 1994), режисьор на известния съветски филм „Неуловимите отмъстители“. Автор и водещ на предаването „Международна дъскорезница“. Заслужил артист на Руската федерация (2024).
През 1983 г., след като завършва гимназия, Кеосаян получава работа с различни задължения във филмовата компания „Мосфилм“. Продължавайки семейните традиции, през 1984 г. той постъпва в режисьорския отдел на Всеруския държавен институт по кинематография „Сергей Герасимов“ и започва да учи в работилницата на майстора Игор Таланкин. След отбиването на военната си служба се въръща в института, за да продължи обучението си в курса на Юрий Озеров.
През 2022 г., след нахлуването на Русия в Украйна, Европейският съюз, Великобритания, Канада и няколко други държави налагат персонални санкции срещу Кеосаян. През юни 2022 г. Министерството на външните работи на Казахстан включва Кеосаян в списъка на нежеланите лица.
Кеосаян е син на арменско-руския режисьор и композитор Едмонд Кеосаян и актрисата Лора Геворкян. Учи в Държавния институт по кинематография (ВГИК).
Кеосаян е водещ на ежедневното (от понеделник до четвъртък) аналитично токшоу „С Тигран Кеосаян“ по руския частен канал REN-TV. Кеосаян:
- заявява, че украинското правителство е нелегитимно;
- заявява. че Крим принадлежи на Русия и че Донбас не е част от Украйна;
- публично обвинява Украйна в ескалация на конфликта;
- разпространява антиукраинска пропаганда в руските медии;
- последователно описва Украйна в своето държавно финансирано телевизионно предаване „Международна дъскорезница с Тигран Кеосаян“ като слаба и корумпирана страна, която се поддържа жива единствено благодарение на западната помощ;
- участва във форума „Руски Донецки басейн“, организиран от властите на т.нар. Донецка народна република в Донецк с цел разпространение на доктрината „Руски Донецки басейн“.

## Избрана филмография
| Проекти                           | Проекти             |
| Заглавие                          | От                  |
| --------------------------------- | ------------------- |
| Президент и его внучка            | 1999                |
| Любовница                         | минисериал, 2005    |
| Заяц над бездной                  | 2006                |
| Мираж                             | 2008                |
| Дорожные войны                    | сериал, 2009 – 2022 |
| Ялта-45                           | минисериал, 2011    |
| Крымский мост. Сделано с любовью! | 2018                |